# Цзи Чун, Митрофан
Митрофан Цзи Чун (кит. упр. 弥特若梵·楊吉, 10 декабря 1855, империя Цин — 10 июня 1900 или 11 июня 1900, Пекин) — священнослужитель Русской духовной миссии в Пекине, иерей, принявший мученическую кончину во время восстания ихэтуаней и в 1902 году канонизированный Православной российской церковью в чине священномученика.
День церковного поминовения — 10 июня.

## Биография
Родился в 1855 году (по китайскому календарю — 10 числа 12 месяца) в Китае. Отца лишился ещё будучи малолетним и воспитывался под попечением своей бабушки Екатерины и матери Марины. Мать его была учительницей в женской школе.
В период XV-й духовной миссии (1865—1878), возглавляемой архимандритом Палладием (Кафаровым), последний поручил своему учителю цзюй-жэню Лун Юаню с особенным вниманием воспитывать Митрофана, чтобы подготовить его к принятию священства. Как отмечали современники, Митрофан был человек «смирного характера, очень осторожный и молчаливый, миролюбивый и незадорный, когда случалась хотя бы и очень тяжелая обида, он не старался оправдывать себя».
В 1874 году архимандритом Палладием (Кафаровым) был назначен на должность катехизатора.
Принявший в 1879 году управление миссией новый начальник архимандрит Флавиан (Городецкий) поддержал идею, чтобы Митрофан Цзи Чун принял священный сан при том, что сам Митрофан отказывался от священства.
Понуждаемый архимандритом Флавианом и убеждаемый учителем Лун Юанем, Митрофан проявил повиновение и в июле 1882 года в Токио святителем Николаем (Касаткиным) был рукоположен в сан священника.
При архимандрите Флавиане (Городецком) священник Митрофан стал помощником при переводе книг на китайский язык, а также до 1896 года совершал богослужения в храме миссии. По свидетельству современников, в своей жизни священник Митрофан не был любостяжательным, в связи с чем многие злоупотребляли его доверчивостью. Сам же священнослужитель терпел и от своих, и от внешних много обид и оскорблений, и в 1896 году впал в тихое помешательство. После этого он более трех лет жил вне ограды Миссии, получая половину прежнего жалования.

## Мученическая кончина
Вечером 1 июня (по китайскому календарю 17 числа 5 месяца) 1900 года во время Боксерского восстания, здания Русской духовной миссии были сожжены, а многие православные китайцы, укрываясь от угрозы расправы, собрались в доме священника Митрофана. Среди укрывавшихся были и его прежние недоброжелатели отца, но он не пренебрёг ими. Видя, что некоторые испытывают смятение, священник Митрофан укреплял их словами ободрения и поддержки. Сам он каждый день по нескольку раз ходил смотреть на сожженную церковь.
10 июня вечером в десятом часу китайские солдаты и боксеры окружили жилище священника Митрофана в котором находилось до семидесяти человек православных китайцев. Часть из них сумели покинуть дом, а священник со многими женщинами и детьми остались и были замучены. Боксеры искололи священнику Митрофану грудь подобно сотам и он погиб во дворе своего дома под финиковым деревом. Тут же присутствовали его жена Татиана, из фамилии Ли, и три сына, — старший Исаия, второй Сергий, и третий Иоанн.
Соседи перенесли тело священномученика на место, где была богадельня Миссии, а позднее иеромонах Авраамий (Часовников) подобрал тело мученика и в 1903 году, когда в первый раз совершался праздник в честь китайских мучеников, останки его вместе с другими были положены под алтарем в храме мучеников Русской духовной миссии в Пекине.